# Paula Jackson
Paula Jean Jackson (* 23. April 1986 in Leicester als Paula Jean Walker) ist eine ehemalige britische Bobfahrerin.

## Leben
Paula Jackson begann im Alter von 19 Jahren mit dem Bobsport. Am 10. Februar 2007 gab sie als Anschieberin von Jacqueline Davies ihr Debüt im Weltcup. Zwei Jahre später wurde sie dann selbst Pilotin und belegte bei den Olympischen Winterspielen 2010 zusammen mit Kelly Thomas den elften Platz im Zweierbob-Wettkampf. Im Jahre 2011 wurde Jackson als erste britische Pilotin zusammen mit Anschieberin Rebekah Wilson Juniorenweltmeisterin im Zweierbob. Zudem ging sie von 2011 bis 2013 an drei Weltmeisterschaften infolge an den Start. 2012 verbuchte sie als Siebte ihr bestes WM-Resultat. Auch bei ihrer zweiten Olympiateilnahme in Sotschi 2014 belegte Jackson, wie bereits vier Jahre zuvor den elften Platz im Zweierbob-Wettkampf.
Nachdem sie die Weltcupsaison 2014/15 aufgrund ihrer Schwangerschaft verpasst hatte, gab sie im Mai 2015 ihr Karriereende bekannt.

## Beruf und Familie
Jackson diente als Korporal bei den Royal Corps of Signals. Ihr Ehemann John war ebenfalls Bobfahrer.